# Assemblée législative d'Australie-Occidentale
Pour les autres articles nationaux ou selon les autres juridictions, voir Assemblée législative.
42e législature d'Australie-Occidentale
Parliament House (en)
L'Assemblée législative d'Australie-Occidentale (en anglais : Western Australian Legislative Assembly) est la chambre basse du Parlement d'Australie-Occidentale, un État de l'Australie. Elle siège à Perth, la capitale de l'État.
Les membres de l'Assemblée législative sont élus pour des mandats de quatre ans pour représenter des circonscriptions électorales. Ils sont élus selon le vote alternatif. À l'instar de tous les États et territoires australiens, le vote est obligatoire pour les citoyens australiens ayant l'âge de voter, c'est-à-dire 18 ans.

## Rôle
La plupart des lois de l'Australie-Occidentale sont introduites à l'Assemblée législative. Le parti ou la coalition qui a la majorité de l'Assemblée législative est invité par le gouverneur à former le gouvernement. Le chef du parti ou de la coalition, une fois assermenté, devient le Premier ministre d'Australie-Occidentale et une équipe choisie par celui-ci à partir des membres de l'Assemblée législative ou du Conseil législatif est, par la suite, assermentée pour devenir les ministres responsables de différents portfolios. Un parti politique australien vote habituellement selon les lignes du parti. La majorité des projets de loi introduits par le parti gouvernant sont adoptés par l'Assemblée législative.

## Système électoral
L'assemblée est dotée de 59 sièges pourvus pour quatre ans au vote à second tour instantané dans autant de circonscriptions électorales. Le vote y est utilisé sous sa forme intégrale : les électeurs classent l'intégralité des candidats par ordre de préférences en écrivant un chiffre à côté de chacun de leurs noms sur le bulletin de vote, 1 étant la première préférence. Au moment du dépouillement, les premières préférences sont d'abord comptées puis, si aucun candidat n'a réuni plus de la moitié des suffrages dans la circonscription, le candidat arrivé dernier est éliminé et ses secondes préférences attribuées aux candidats restants. L'opération est renouvelée jusqu'à ce qu'un candidat atteigne la majorité absolue. Les bulletins de vote doivent obligatoirement comporter un classement de l'ensemble des candidats. À défaut, ils sont considérés comme nuls.

## Histoire

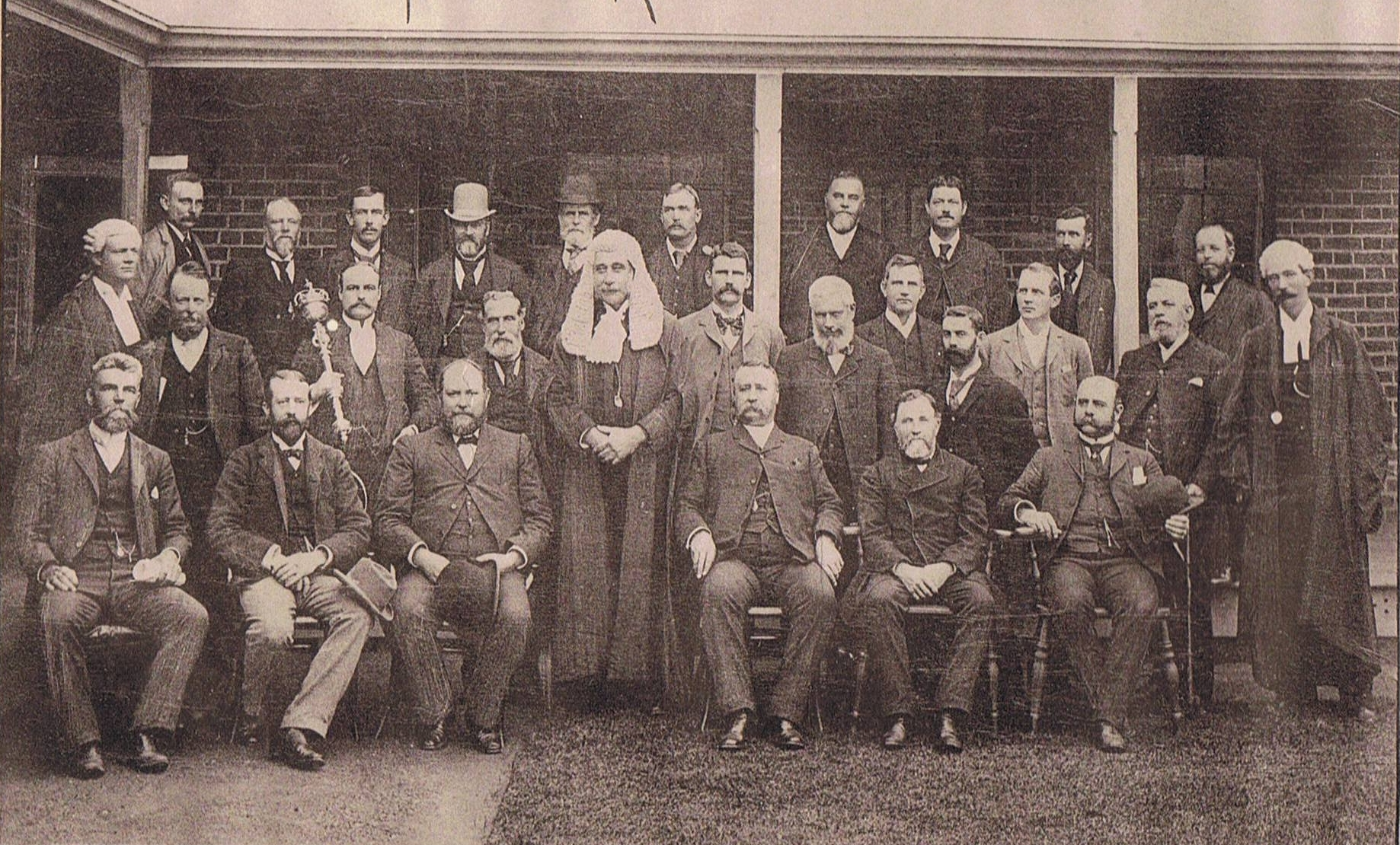
Membres de l'Australie-Occidentale en 1896.

L'Assemblée législative a été élue pour la première fois lorsque l'Australie-Occidentale est devenue un gouvernement responsable en 1890. Elle comprenait alors 30 membres tous élus. Seuls les hommes possédant des terres avaient le droit de vote. Elle remplaçait le système où le gouverneur était responsable pour la plupart des affaires législatives, avec seulement le Conseil législatif nommé pour le guider.
Le droit de vote a été étendu à tous les hommes adultes en 1893, mais les aborigènes australiens étaient spécifiquement exclus. Les femmes ont reçu le droit de vote en 1899, faisant de l'Australie-Occidentale la deuxième colonie australienne à le faire après l'Australie-Méridionale. En 1921, Edith Cowan devint la première femme à être élue à un parlement en Australie.

## Composition
En 2025, l'Assemblée législative comprend 59 sièges. Une majorité de 30 votes est nécessaire pour adopter une loi.
| Partis | Partis             | Nombre de sièges |
| ------ | ------------------ | ---------------- |
|        | Parti travailliste | 46               |
|        | Parti libéral      | 7                |
|        | Parti national     | 6                |
| Total  | Total              | 59               |